# 金馬倫大廈

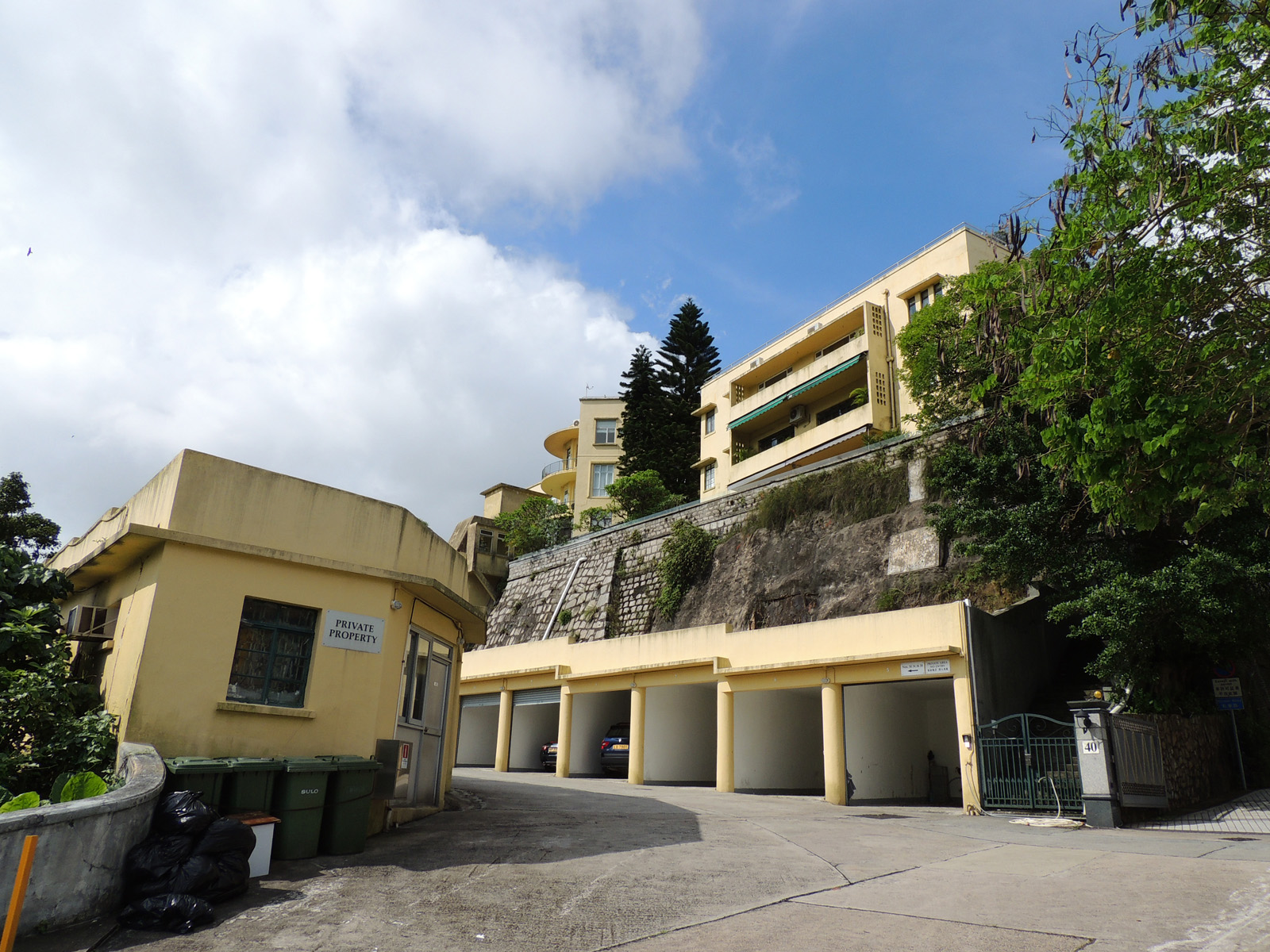
清拆前的金馬倫大廈

金馬倫大廈（Cameron Mansions）是一座已清拆的豪宅，位於香港港島寶雲山上面，門牌號碼是馬己仙峽道34號，地區行政上處於灣仔區範圍。大廈於1951年建成，樓高3層樓，每層有ABC三個住宅單位，分為1,800至2,300平方呎3種樓則。直至2024年8月，金馬倫大廈已完全清拆。由於金馬倫大廈合共不超過10個單位，所以過往在市場上的交易很少。金馬倫大廈業權原本由馬來西亞山錫礦大王陸佑家族持有，於 2020 年 4 月中以 50 億易手予周大福總經理劉皓之及漢港控股非執行董事陳健生，不排除是次由兩家企業以合資形式買入金馬倫大廈發展重建項目。
金馬倫大廈可能是以其東南面的金馬倫山命名，但其實際位置是處於寶雲山山頂。然而，由於金馬倫大廈的名稱，坊間不少人士會將寶雲山誤以為是金馬倫山。
金馬倫大廈的前身是第二次世界大戰時日本皇軍於佔領香港後在原訂興建新港督府的位置所興建的香港忠靈塔。香港重光後，復任港督的楊慕琦於1947年2月26日下令把它炸毀，只餘下其基座，而後來金馬倫大廈就建築在其基座之上，該大廈拆卸工程於2024年初開始，現時已重新夷為平地餘下基座等待未來發展。

## 外部連結
- 中原數據 - 中半山 馬己仙峽道34號 的成交記錄 （页面存档备份，存于）
- 03 Aug 2007, Cameron Mansion -- fotop.net photo sharing network （页面存档备份，存于）